# Station Pencoed
Pencoed is een spoorwegstation van National Rail in Bridgend in Wales. Het station is eigendom van Network Rail en wordt beheerd door Transport for Wales. 